# Chùm ruột
Chùm ruột còn gọi là tầm ruột (danh pháp hai phần: Phyllanthus acidus, danh pháp đồng nghĩa: Phyllanthus distichus, Cicca disticha, Cicca acida hay Averrhoa acida), là loài cây có quả ăn được trong họ Phyllanthaceae. Cây chùm ruột vừa được trồng làm cây cảnh vừa lấy quả.
Chùm ruột phân bố chủ yếu ở miền nhiệt đới Á Châu từ Madagascar đến Ấn Độ sang tận Đông Nam Á. Ở Việt Nam, chùm ruột trồng phổ biến ở miền Nam.

## Tên gọi
Chùm ruột là phương ngữ ở miền nam còn tầm ruột là phương ngữ ở miền bắc

## Miêu tả

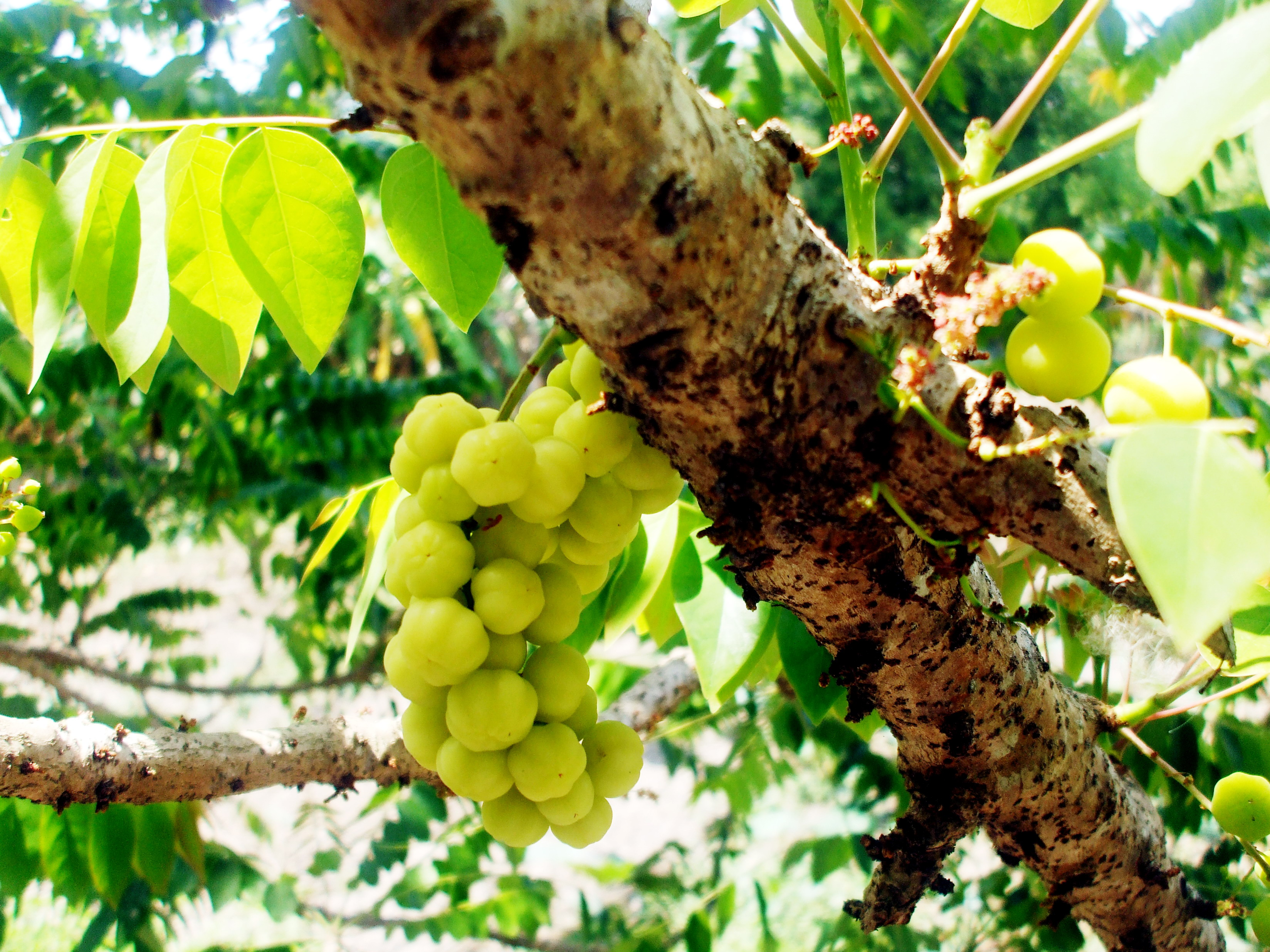
Thân, lá và trái chùm ruột.

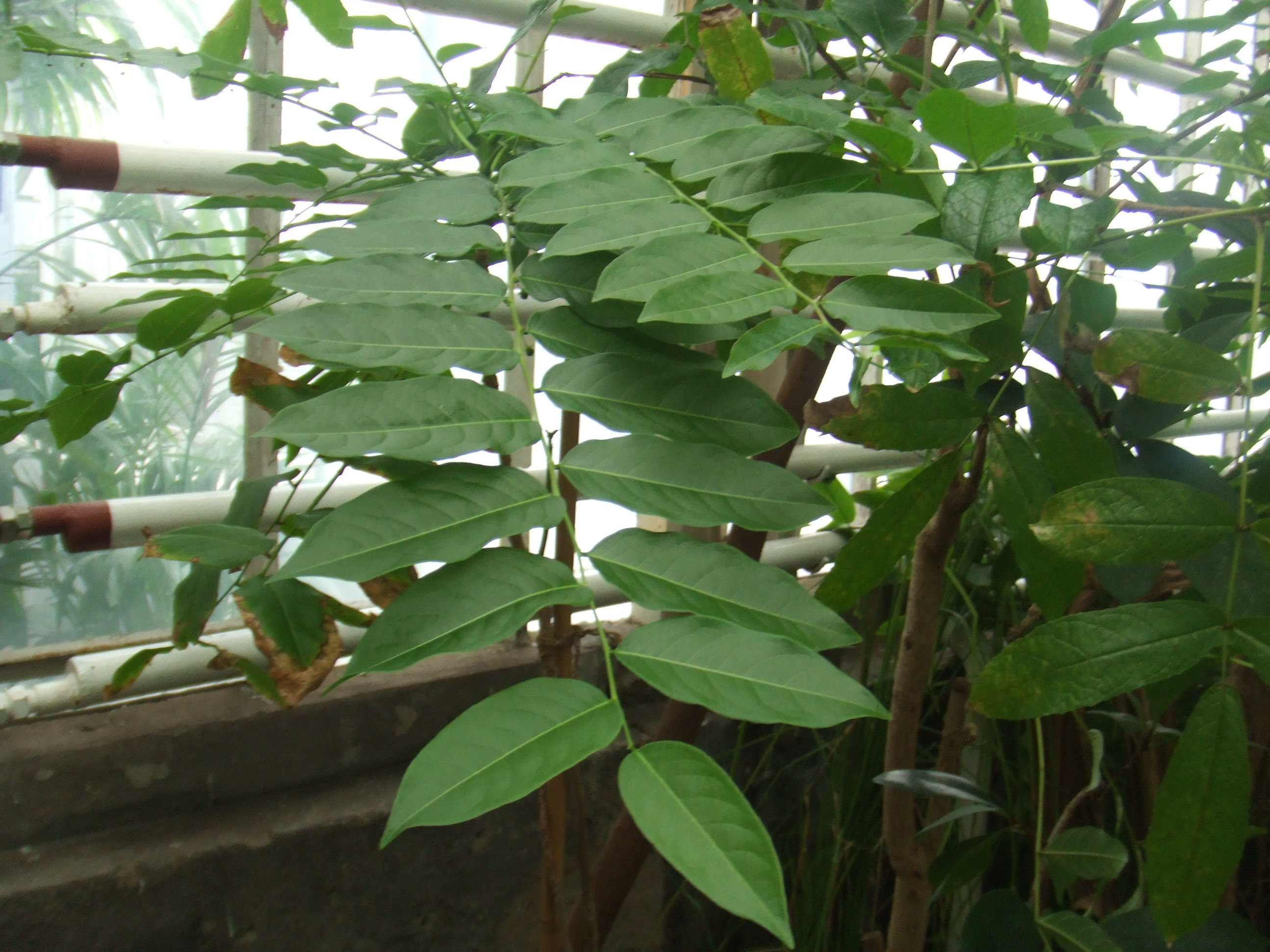
Nhánh lá chùm ruột

Chùm ruột là loại cây thân mộc, cỡ nhỏ, gần giống cây bụi, đạt chiều cao từ 2 m đến 10 m. Tán cây rậm rạp, thân cây có nhiều cành chính cứng và dày. Nhánh cây sần sùi vì vết sẹo của những cuống lá cũ. Ở cuối mỗi cành chính có nhiều cành nhỏ màu xanh, dài từ 15 cm đến 30 cm, mọc thành chùm dày đặc.
Lá chùm ruột mọc so le, hình trứng dài với kích thước khoảng 4–5 cm, rộng khoảng 1,5–2 cm.
Mùa hoa tháng 3-5, mùa quả tháng 6-8.
Hoa chùm ruột sắc hồng, nở từng chùm. Trái hình tròn, chia thành 6 múi, sắc xanh với đường kính khoảng 2-2,5 cm. Mỗi quả chỉ có 1 hột. Vị chùm ruột giòn và rất chua, do đó thường được tiêu thụ dưới dạng mứt tại Việt Nam. Khi nấu ở nhiệt độ cao trái chùm ruột sẽ chuyển sang màu đỏ. 

Lá chùm ruột có khi được nấu lên ăn như một loại rau.

Những người mắc bệnh gout và sỏi thận không nên ăn chùm ruột, vì trái chứa nhiều axit oxalic..

## Giá trị dinh dưỡng
Trong quả có nước, chất proitid, lipid glucid, acid acetic và vitamin C. Vỏ rễ chứa tanin 18% saponin acid gallic và một chất kết tinh.
Tuy có nhiều tác dụng, nhưng rễ, vỏ rễ, cành và thân cây này rất độc. Nhẹ thì nhức đầu, đau bụng, nặng có thể tử vong.